# Tragopa testudina
Tragopa testudina är en insektsart som beskrevs av William D. Funkhouser. Tragopa testudina ingår i släktet Tragopa och familjen hornstritar. Inga underarter finns listade i Catalogue of Life.